# غابرييلا هويرتا
غابرييلا هويرتا (بالإسبانية: Gabriela Huerta Trillo)‏ هي مجدفة مكسيكية، ولدت في 28 أبريل 1983 في مدينة مكسيكو في المكسيك.

## وصلات خارجية
- غابرييلا هويرتا على موقع الاتحاد الدولي للتجديف (الإنجليزية)
- غابرييلا هويرتا على موقع اللجنة الأولمبية الدولية (الإنجليزية)
- غابرييلا هويرتا على موقع أوليمبيديا (الإنجليزية)